# Riley 9 (1907)
Der Riley 9 war ein Pkw von Riley.

## Beschreibung
Es war der erste vierrädrige PKW, den Riley 1907 herausbrachte. 
Der Wagen besaß einen V2-Motor mit 1034 cm³ Hubraum, seitlich stehenden Ventilen und Wasserkühlung. Die Maschine leistete 9 bhp (6,6 kW). Das Fahrgestell hatte einen Radstand von 2032 mm, der Aufbau war 2997 mm lang und 1524 mm breit. Das Fahrgestell wog 457 kg. Als Besonderheit besaß der Wagen abnehmbare Drahtspeichenräder, was den Reifenwechsel im Vergleich zu anderen zeitgenössischen Autos wesentlich erleichterte.
Das kleine V2-Modell wurde bis 1911 angeboten. Als Nachfolger kann der Riley 10 mit Vierzylindermotor betrachtet werden.